# ValuJet Airlines
ValuJet Airlines — бюджетная авиакомпания со штаб-квартирой в округе Клейтон (штат Джорджия, США), в 1990-х годах работавшая на рынке регулярных пассажирских перевозок восточной части США и Канады.
Вследствие целого ряда проблем в области авиационной безопасности и после крупной катастрофы рейса 592 компания была вынуждена объединиться способом обратного поглощения с небольшим региональным перевозчиком AirWays Corp. и в настоящее время обе авиакомпании действуют в едином лице под торговой маркой бюджетной авиакомпании AirTran Airways в составе авиационного холдинга AirTran Holdings.

## История

### Начало деятельности
Авиакомпания ValuJet Airlines была основана в 1992 году. Первый регулярный рейс под номером 901 был выполнен 26 октября 1993 года из Атланты в Тампу в рамках введённых маршрутов из Атланты в Орландо, Тампу и Джэксонвилл. Первоначально воздушный парк перевозчика составлял один самолёт Douglas DC-9, ранее принадлежавший основному конкуренту — авиакомпании Delta Air Lines. ValuJet Airlines возглавили ветераны отрасли пассажирских перевозок, включая одного из основателей компании и её генерального директора Роберта Придди, который в своё время создал целый ряд успешных американских авиакомпаний таких, как Atlantic Southeast Airlines, Air Midwest Airlines и Florida Gulf Airlines. Два других соучредителя Морис Гэллахер и Тим Флинн ранее развивали авиакомпанию WestAir, которая затем была продана региональному перевозчику Mesa Airlines. К концу 1993 году к команде топ-менеджеров ValuJet Airlines присоединился бывший президент Continental Airlines и Flying Tiger Льюис Джордан.
В течение 1993 года воздушный флот авиакомпании вырос до 15 пассажирских лайнеров, а в следующем году ValuJet Airlines стала публичной компанией, разместив собственные акции на фондовой бирже NASDAQ. ValuJet Airlines вошла в историю индустрии пассажирских перевозок Соединённых Штатов, как авиакомпания с самым стремительным развитием — всего через год после своего первого рейса компания получила 21 миллион долларов США чистой прибыли (по итогам 1994 года). В октябре 1995 года авиакомпания разместила заказ на 50 реактивных самолётов MD-95, которые после слияния McDonnell Douglas с корпорацией Boeing стали известны под именем Boeing 717—200. После заключения договора ValuJet Airlines стала первой бюджетной авиакомпанией мира, являвшейся площадкой для обкатки нового пассажирского лайнера. До поставки MD-95 ValuJet Airlines активно приобретала использованные в других компаниях самолёты с целью временного сокращения кредитных издержек. Эта особенность ведения бизнеса привела к тому, что средний возраст воздушного парка составил 26 лет, что стало одним из наихудших показателей среди остальных авиакомпаний США и в дальнейшем явилось одной из главных причин банкротства перевозчика.

### Проблемы с безопасностью перевозок
В 1995 году Министерство обороны США аннулировало контракт с ValuJet Airlines на перевозку военнослужащих армии Соединённых Штатов, объяснив данный шаг неприемлемым уровнем безопасности в авиакомпании и целым рядом авиационных инцидентов с самолётами перевозчика. По словам официального представителя Министерство не видело положительных сдвигов в решении возникших проблем в обеспечении безопасности полётов, проводимые же ремонты воздушных судов были названы симптоматическими.
14 февраля 1996 года офис Федерального управления гражданской авиации США в Атланте направил в Вашингтон официальное заявление с требованием немедленного лишения ValuJet Airlines сертификата эксплуатанта по главе FAR-121 (регулярные пассажирские перевозки). Статистика инцидентов авиакомпании к тому времени была устрашающей — в 1994 году самолёты перевозчика совершили 15 аварийных посадок, в 1995 году — уже 57 аварийных посадок и столько же — за пять первых месяцев 1996 года. В феврале Федеральное управление гражданской авиации США до выяснения всех обстоятельств запретило авиакомпании приобретение самолётов и расширение собственной маршрутной сети, что явилось прецедентом в индустрии гражданской авиации страны после принятия в 1978 году Закона о дерегулировании пассажирских авиаперевозок США.

### Последствия катастрофы рейса 592
11 мая 1996 года потерпел крушение самолёт, следовавший рейсом 592 из Майами в Атланту, в результате чего погибли все 110 человек, находившиеся на борту лайнера. Расследовавшая причины катастрофы специальная комиссия выявила многочисленные системные недостатки в обеспечении безопасности полётов авиакомпании, поэтому 17 июня того же года Федеральное управление гражданской авиации США приостановило действие сертификата эксплуатанта ValuJet Airlines. 26 сентября 1996 года компании было разрешено использовать на регулярных маршрутах 15 реактивных самолётов из 52-х лайнеров, находившихся в её воздушном парке. 4 ноября 1996 года авиакомпания объявила о том, что «в сложный кризисный период» её президентом и генеральным директором будет назначен бывший гендиректор магистральной авиакомпании США Continental Airlines Джозеф Корр. По оценкам экспертов в результате катастрофы рейса 592 ValuJet Airlines понесла убытков на сумму примерно в 55 миллионов долларов США.
Средства массовой информации США всяческим образом тиражировали негативную информацию, связанную с крушением рейса 592, в результате чего перевозчик продолжал терпеть финансовые проблемы, приведшие 11 июля 1997 года к объединению со значительно меньшей по масштабу региональной авиакомпанией Airways Corporation, являвшейся дочерним предприятием бюджетной авиакомпании AirTran Airways. В маркетинговых целях объединённая компания сохранила название AirTran Airways, несмотря на то, что ValuJet Airlines выступала в роли старшего партнёра в тандеме перевозчиков. В ноябре 1997 года AirTran объявила о переносе объединённой штаб-квартиры из Атланты в Орландо, а 17 ноября того же года было официально сообщено о полном слиянии двух авиакомпаний.

## Флот
Воздушный флот авиакомпании ValuJet Airlines состоял в основном из реактивных самолётов Douglas DC-9, компания также эксплуатировала несколько лайнеров MD-80. Срок службы значительного большинства самолётов компании составлял более 15 лет.

## Маршрутная сеть
Портом приписки авиакомпании и её главным транзитным узлом (хабом) являлся Международный аэропорт Хартсфилд-Джексон Атланта, основными пунктами назначения выступали Международный аэропорт Филадельфия, Международный аэропорт Логан в Бостоне, Международный аэропорт Вашингтон Даллес и Международный аэропорт Майами. До катастрофы рейса 592 авиакомпания обслуживала регулярные рейсы в 22 аэропорта США и один аэропорт в Канаде. Рейсы ValuJet Airilines пользовались большой популярностью вследствие низких цен на авиабилеты. Билет, например, из Атланты в Джэксонвилл можно было приобрести всего за 39 долларов США.